# Tatjana Połnowa
Tatjana Połnowa (ros. Татья́на Полнова, ur. 20 kwietnia 1979) – rosyjska lekkoatletka specjalizująca się w skoku o tyczce, brązowa medalistka Mistrzostw Europy z Göteborga z 2006, mistrzyni Uniwersjady z 2003 roku. W latach 1998–2002 reprezentowała Turcję imieniem Tuna Köstem.
Jej rekord życiowy (PB) wynosi 4,78 m, został ustanowiony podczas Finału Lekkoatletycznego w Monte Carlo w Monako w 2004, jest to 17. rezultat w historii tej konkurencji na świecie.
Do jej sukcesów trzeba zaliczyć także 1. lokatę na Finale Lekkoatletycznym w 2003 roku, oraz 2. (Monako 2004) i 3. (Monako 2005) miejsce podczas kolejnych edycji tych zawodów